# منطقة تلكلخ
منطقة تلكلخ منطقة سورية إدارية تتبع محافظة حمص ومركزها مدينة تلكلخ، بلغ تعداد سكان المنطقة 129,429 نسمة حسب التعداد السكاني لعام 2004.

## نواحي منطقة تلكلخ
- ناحية مركز تلكلخ
- ناحية الحديدة
- ناحية الحواش
- ناحية الناصرة